# اته‌مقام
اته‌مقام (به انگلیسی: Athmuqam) یک شهر در پاکستان است که در ناحیه نیلوم واقع شده‌است. اته‌مقام ۱٬۴۴۰ متر بالاتر از سطح دریا واقع شده‌است.